# Sean Lennon
Sean Lennon, all'anagrafe Sean Tarō Ono Lennon (ショーン・タロー・オノ・レノン? o 小野 太郎?; New York, 9 ottobre 1975), è un cantautore, polistrumentista e attore statunitense, figlio di John Lennon e della sua seconda moglie Yōko Ono. Kyoko Chan Cox e Julian Lennon sono suoi fratellastri.

## Biografia
Nato a New York il 9 ottobre 1975, di parto cesareo, esattamente il giorno del trentacinquesimo compleanno del padre. Dopo la sua nascita John Lennon è stato un papà a tempo pieno fino al momento del suo assassinio nel 1980. Sean ha frequentato l'Istituto Le Rosey (che è stato frequentato anche da Edward, duca di Kent, da Alberto II del Belgio, Dodi Al-Fayed e dai membri della band Strokes, Julian Casablancas e Albert Hammond Jr.) a Rolle, Svizzera, e ancora prima alla scuola privata di New York Ethical Culture Fieldston e alla Dalton Schools.
La sua prima registrazione risulta essere Season of Glass (1981), in cui recita una storia che spesso gli leggeva suo padre. Nel 1984, all'età di nove anni, si è esibito nella canzone It's Alright nell'album Every Man Has a Woman, tributo alla madre Yōko Ono. Nel 1988 Sean è stato scelto per una parte in Moonwalker di Michael Jackson. Ricorda positivamente l'esperienza di lavoro con Michael Jackson. Successivamente, le sue prime esperienze come musicista sono più che altro collaborazioni: con Lenny Kravitz nell'album Mama Said (1991) e con la band di sua madre, nell'album Rising (1995).

### 1997-2001: Cibo Matto eInto the Sun
Nel 1997 Lennon (con Timo Ellis) ha collaborato con il duo giapponese Cibo Matto (composto da Miho Hatori e Yuka Honda) per il loro secondo EP, Super Relax. Anche grazie alla sua collaborazione con i Cibo Matto, è stato notato da Adam Yauch dei Beastie Boys, che ha espresso interesse sul suo talento musicale. L'album di debutto, Into the Sun, uscito nel 1998, è stato registrato dalla stessa etichetta dei Beastie Boys, la Grand Royal Records. Into the Sun è stato prodotto dalla componente del duo Cibo Matto, diventata poi sua compagna, Yuka Honda, che Sean ha considerato come ispirazione per il suo album. Un video per la canzone Home, un singolo estratto dall'album, è stato diretto da Spike Jonze ed è stato mandato in onda su MTV. I Cibo Matto sono stati la band di supporto di Sean per l'album Into the Sun e si sono uniti a lui durante le scene finali del video Home.
Nel 1999 è uscito l'EP dal titolo Half Horse, Half Musician, con nuovi brani quali Heart & Lung e Happiness, oltre a remix di Into the Sun. Successivamente, Cibo Matto ha pubblicato un nuovo album Stereo Type A. Stereo Type A è stato l'ultimo album prima dello scioglimento della band, rimpianta da molti fans. Sean si è poi interessato all'hip hop, collaborando con Del tha Funkee Homosapien, Jurassic 5 e Handsome Boy Modeling School. Nel 2001, Sean si è esibito nel brano "This Boy" e nel brano "Across The Universe", dal vivo con Rufus Wainwright e Moby per Come Together: A Night for John Lennon's Words and Music.

### 2006-presente: i nuovi progetti musicali
Dopo il Grand Royal Records (2001), Sean ha firmato con la Capitol Records (la casa discografica affiliata, la EMI, ha prodotto invece l'intera opera del padre, sia come solista che come gruppo). A febbraio 2006 è apparso il primo materiale da solista, Dead Meat, uscito come primo singolo dell'album Friendly Fire. Un trailer promozionale per il CD/DVD di Friendly Fire è uscito online all'inizio del 2006. Il trailer mostra delle scene tratte dalla versione film di Friendly Fire, un DVD di video musicali.
Friendly Fire è uscito a ottobre 2006. Nonostante le recensioni discordanti, l'album è stato lodato dai fan e molti lo considerano il miglior lavoro dell'artista. La notte in cui l'album è uscito, Lennon ha fatto la sua prima apparizione televisiva dal 2001 esibendosi col pezzo Dead Meat dal vivo allo show di David Letterman. Lennon è apparso anche al The Sharon Osbourne Show e al Late Night with Conan O'Brien. Nel 2006, Lennon ha collaborato con Jordan Galland e con la sua band Dopo Yume per il loro album The Secret Show e anche con il chitarrista del gruppo The Strokes, Albert Hammond Jr., per il suo album di debutto come solista Yours to Keep. A partire da ottobre 2006, Sean è andato in tour per promuovere l'album Friendly Fire, mentre in Francia è uscita una versione remixata di Parachute in collaborazione con l'artista francese -M-. Il remix è intitolato L'éclipse.
Nel 2016 ha fondato, insieme al cantante/bassista dei Primus, Les Claypool, il gruppo The Claypool Lennon Delirium, che ha pubblicato tre dischi: Monolith of Phobos, Lime & Limpid Green e South Of Reality. Nel 2017 ha partecipato come artista ospite in Tomorrow Never Came, traccia musicale contenuta nel quarto album in studio di Lana Del Rey, Lust for Life.
Alla fine del 2018 Sean ha realizzato una cover del brano del padre John, Happy Xmas (War Is Over) assieme a Miley Cyrus e Mark Ronson. Il trio si è esibito con il brano nell'episodio finale della stagione dello show Saturday Night Live.

## Influenze musicali
Lennon ha affermato che Brian Wilson e i Beach Boys rappresentano la massima ispirazione per la sua musica ed ha intervistato Brian Wilson riguardo ad un CD in edizione limitata intitolato Words and Music. Sean spesso ha espresso di aver tratto ispirazione dalla band brasiliana Os Mutantes. In Brasile, Lennon si è esibito dal vivo con Arnaldo Baptista (bassista e cantante degli Os Mutantes) e ha poi disegnato la parte artistica del loro album Tecnicolor (2000). Lennon ha affermato che l'album Check Your Head dei Beastie Boys è stato fonte di ispirazione con tutti i vari stili musicali che riesce a racchiudere.

## Discografia

### Album in studio
- 1998 – Into the Sun
- 2006 – Friendly Fire

### EP
- 1999 – Half Horse, Half Musician

### Singoli
- 1998 – Home
- 1999 – Queue (Radio Mix)
- 2006 – Dead Meat
- 2007 – L'éclipse
- 2017 - Tomorrow Never Came (Lana Del Rey, Rick Nowels feat. Sean Ono Lennon)
- 2018 – Happy Xmas (War is Over) (Miley Cyrus, Mark Ronson feat. Sean Ono Lennon)

### Con i Cibo Matto
- 1997 – Super Relax
- 1999 – Stereo ★ Type A

### Con i the Ghost of a Saber Tooth Tiger
- 2010 – Acoustic Sessions
- 2011 – La Carotte Bleue
- 2014 – Midnight Sun

### Con Yoko Ono/Plastic Ono Band
- 1995 – Rising
- 2001 – Blueprint for a Sunrise
- 2009 – Don't Stop Me! EP (2009)
- 2009 – Between My Head and the Sky
- 2011 – The Flaming Lips 2011 EP: The Flaming Lips with Yoko Ono/Plastic Ono Band
- 2013 – Take Me to the Land of Hell

### Con i Mystical Weapons
- 2012 – Mystical Weapons
- 2013 – Crotesque

### Con i The Claypool Lennon Delirium
- 2016 – Monolith of Phobos
- 2017 – Lime & Limpid Green (EP)
- 2019 – South Of Reality

## Produttore
- 1999 – Sean Lennon - Half Horse Half Musician
- 2001 – Valentine Original Soundtrack
- 2005 – Esthero - Wikked Lil' Grrrls
- 2006 – Sean Lennon - Friendly Fire
- 2007 – Irina Lăzăreanu - Some Place Along the Way
- 2007 – Tamerlane Phillips - Untitled
- 2020 – Temples - Paraphernalia

## Filmografia

### Attore
- 1988 – Moonwalker
- 1988 – Imagine: John Lennon
- 2006 – Friendly Fire
- 2008 – Coin Locker Babies

### Autore
- 2005 – Smile for the Camera
- 2006 – Friendly Fire
- 2008 – Coin Locker Babies

### Musiche
- 2009 – Rosencrantz and Guildenstern Are Undead, diretto da Jordan Galland[4]